# Arco de Belén
El arco de Belén (siglo X / siglo XIII) es una de las tres antiguas puertas del recinto amurallado del municipio de Medina Sidonia, Cádiz, España. 
La Puerta de Belén es de origen musulmán, y su nombre actual se debe a que en la parte superior interna del arco existe un altar con una imagen de María Santísima de Belén. En el siglo XVIII era conocida por Arco de los Gitanos. El arco tiene distintos tonos de marrón.
Es el arco más me pequeño pero el más bonito.
Se sitúa en pleno casco histórico, y da acceso a la antigua villa medieval. Se conservan lienzos de muralla en ambos lados, aunque sin el almenado superior, y su lado se encuentran las Caballerizas del Duque, así como también un torreón con mazmorra que servía para la defensa. Esta después de la iglesia santa María de la coronada.
Una hipótesis es que esta no forma parte del contexto de la villa medieval sino que se construyó muy posteriormente. La verdadera puerta, que reúne las características de la islámica sería la que hoy se encuentra enmascarada en la vivienda existente a la derecha del arco, que fue inutilizada por no permitir un tránsito cómodo de vehículos, dado que por necesidades defensivas hacía un recodo en su camino hacia el otro lado de la muralla.